# Journal of Physical Organic Chemistry
Journal of Physical Organic Chemistry (abrégé en J. Phys. Org. Chem. ou JPOC) est une revue scientifique à comité de lecture. Ce mensuel publie des articles de recherches originales sur la chimie organique physique.
D'après le Journal Citation Reports, le facteur d'impact de ce journal était de 1,38 en 2014. L'actuel directeur de publication est Joseph B. Lambert de l'université Northwestern, aux États-Unis).